# Neostrearia
Neostrearia é um género botânico pertencente à família Hamamelidaceae.

## Espécies
- Neostrearia fleckeri